# Kedves Eleanor
A Kedves Eleanor (eredeti cím: Dear Eleanor) 2016-ban bemutatott amerikai családi filmdráma, amelyet Kevin Connolly rendezett. A főbb szerepekben Isabelle Fuhrman, Josh Lucas, Liana Liberato és Jessica Alba látható. A Cecilia Contreras és Amy Garcia által írt film egy felnőtté válásról szóló történet két legjobb barátról, akik 1962-ben beutazzák az Egyesült Államokat, hogy találkozzanak gyermekkori példaképükkel, Eleanor Roosevelttel.
A film 2016. július 5-én jelent meg Video on Demand szolgáltatáson és DVD kiadásban.

## Cselekmény
1962-ben, a kubai rakétaválság idején két tizenéves lány (Isabelle Fuhrman és Liana Liberato) kitör a megszokott életéből, autóba pattannak, és útnak indulnak az országon keresztül, hogy megkeressék az Amerikai Egyesült Államok egykori First Ladyjét, Eleanor Rooseveltet. A Thelma és Louise című filmhez hasonlóan a kalandjuk a vidám örömutazás és egy erőt adó személyes odüsszeia egyvelege, amely nemcsak a barátságukat teszi próbára elsősorban, de a lányok egyúttal börtönbe is kerülnek.

## Szereplők
| Szerep                 | Színész                | Magyar hang     |
| ---------------------- | ---------------------- | --------------- |
| Maxine Wax             | Isabelle Fuhrman       | Csifó Dorina    |
| Eleanor ”Ellie” Potter | Liana Liberato         | Berkes Boglárka |
| Daisy néni             | Jessica Alba           | Solecki Janka   |
| Frank Morris           | Josh Lucas             | Czvetkó Sándor  |
| Charlotte              | Ione Skye              | Mezei Kitty     |
| Bob Potter             | Luke Wilson            | Lux Ádám        |
| Bud                    | Patrick Schwarzenegger | Czető Roland    |
| Billy                  | Joel Courtney          | Morvay Bence    |
| Hugh                   | Paul Johansson         | Kövesdi László  |
| Caroline Potter        | Claire van der Boom    | Keönch Anna     |

### Magyar változat
- Bemondó: Schmidt Andrea
- Magyar szöveg: Vajda Evelin
- Hangmérnök: Kiss István
- Vágó: Simkóné Varga Erzsébet
- Gyártásvezető: Kincses Tamás
- Szinkronrendező: Mester Ágnes

A szinkront a Mafilm Audio Kft. készítette el.

## A film készítése
Chuck Pacheco, Hillary Sherman és Caleb Applegate voltak a film producerei, amelynek forgatása 2013. május 14-én kezdődött Boulder megyében. Niwot városa az 1960-as évekbeli Manteca helyszíneként szolgált. A forgatás további helyszínei között szerepeltek Colorado Front Range régiójának települései, köztük Longmont, Lyons, Nederland, Boulder és Hygiene. Néhány jelenetet Denver belvárosában, a Paramount Theatre-ben rögzítettek, mielőtt a forgatás 2013 júniusának közepén befejeződött. Körülbelül egy évvel később pótforgatásokra is sor került. A Colorado állam által biztosított gazdasági ösztönző program segített a produkciót az államba vonzani, amely összesen 2,5 millió dollárt költött el a helyszínen.